# Café Teide
El Café Teide fue un establecimiento de Madrid situado en el paseo de Recoletos número 27, junto al Gijón. Elegido por César González-Ruano como su último refugio y así recordado por Francisco Umbral, dejó en consecuencia la creación del Premio González-Ruano de periodismo, creado por la Fundación MAPFRE en Madrid, y concedido entre 1975 y 2014.

## Historia
Inaugurado en los años de furia tertuliana que precedieron a la Guerra Civil Española, aprovechando la creciente popularidad del vecino Café Gijón, el pequeño Café Teide, menos decimonónico y más íntimo, ocupó un semisótano en la esquina de Recoletos con la calle de Bárbara de Braganza. Tuvo su primer momento de cierta actividad al cerrar por reformas el Gijón en 1963. En esa época, César González-Ruano, paladín de tertulias, columnista de lujo y escritor y periodista de café, se instaló en una mesa junto al ventanal que daba a Bárbara de Braganza, donde desayunaba y, cumplido el rito de escribir el artículo del día, abría la breve tertulia de la mañana. Relataba Francisco Umbral que los mismos parroquianos que en el Gijón hacían ostentación de hombres públicos, en la recoleta capilla del Teide «se cogían la mano, se miraban a los ojos y se ponían sentimentales». Rodeando al ‘César’, se recuerdan algunos nombres como los de Mariano Tudela, Jesús Garcés, Wenceslao Fernández Flórez, José Luis de Vilallonga Álvaro Cunqueiro, Manolo Alcántara, Manuel Dicenta, Rafael Santos Torroella o los pintores Emilio Grau Sala y Pedro Flores, y entre las damas Mery Navascués, Mercedes Lazo o Ana María Matute.
Otra tertulia, reunida en la tarde de los sábados, fue la de Federico Carlos Sainz de Robles, Tomás Borrás, el académico gallego Raúl Grien Docampo y Alejandro Núñez Alonso.
El café Teide cerró en la primavera de 1971, al ser adquirido todo el edificio por una compañía de seguros.